# Edward Digby (10. baron Digby)
Edward Henry Trafalgar Digby (ur. 21 października 1846, zm. 11 maja 1920) – brytyjski arystokrata i polityk, najstarszy syn Edwarda Digby, 9. barona Digby, i lady Theresy Fox-Strangways, córki 3. hrabiego Ilchester.
W 1876 r. został wybrany do Izby Gmin jako reprezentant okręgu Dorset. W niższej izbie brytyjskiego Parlamentu zasiadał do 1885 r., kiedy to zlikwidowano jego okręg wyborczy. Po śmierci ojca w 1889 r. odziedziczył obie baronie Digby (jedną w parostwie Irlandii, drugą w parostwie Wielkiej Brytanii) i zasiadł w Izbie Lordów dzięki tej drugiej baronii.
19 września 1893 r. poślubił Emily Beryl Sissy Hood (20 marca 1871–28 listopada 1928), córkę Alberta Hooda i Julii Hornby, córki Thomasa Hornby’ego. Edward i Emily mieli razem trzech synów i trzy córki:
- Edward Kenelm Digby (1 sierpnia 1894–29 stycznia 1964), 11. baron Digby
- Lettice Theresa Digby (ur. 16 kwietnia 1896), żona Erica Tathama, nie miała dzieci
- Geraldine Margot Digby (ur. 21 marca 1898), żona sir Michaela Malcolma, 10. baroneta, miała dzieci
- Venetia Jane Digby (3 listopada 1900–16 marca 1956), żona kapitana Oswalda Cornwallisa, miała dzieci
- Robert Henry Digby (24 listopada 1903 - 4 kwietnia 1959), ożenił się z Dianą Sheffield, miał dzieci
- Albert Elmar Digby (ur. 26 lipca 1911)